# Jan Verveer
Jan Verveer (27 août 1775 — 22 août 1838) est un général de division de l'armée royale néerlandaise.

## Biographie
Jan Verveer naît à Rotterdam de Johannes Verveer et Anna Maria van Alphen. Il rejoint l'armée en 1797. En 1803, il est envoyé aux Antilles néerlandaises où il reste jusqu'en 1815. À partir de 1807, Verveer sert comme commandant de Saint Martin, jusqu'à ce que l'île soit prise par les forces britanniques en 1810. Il retourne ensuite aux Pays-Bas où il sert dans l'administration militaire.
En 1826, Verveer est observateur au Congrès de Panama,. À la suite de cette mission, il devient le principal conseiller du roi Guillaume Ier des Pays-Bas sur le canal du Nicaragua. En mars 1829, il intervient au début de la présidence de Francisco Morazán et signe un accord en 1830. Cependant, sa mission prend fin à cause des préoccupations en Belgique.
À l'automne 1836, Verveer est nommé commissaire royal par le roi Guillaume Ier des Pays-Bas et chargé de conclure un traité avec le roi Ashanti Kwaku Dua I Panyin pour faciliter le recrutement de soldats coloniaux (Belanda Hitam) dans l'armée royale des Indes néerlandaises. L'objectif est de recruter 2 000 hommes en échange de 6 000 à 7 000 fusils et 2 000 tonnes de poudre à canon. Verveer arrive à Elmina, la capitale de la Côte-de-l'Or néerlandaise, le 1er novembre 1836, et part pour la capitale Ashanti de Kumasi avec une suite d'environ 900 personnes, dont la majorité sont des porteurs apportant des provisions et des cadeaux. Après de longues négociations, un accord est conclu à Kumasi, recrutant 1 000 hommes et aboutissant à la création d'un bureau de recrutement à Kumasi dirigé par Jacob Huydecoper. Le contrat prévoit également que Jan Verveer prenne en charge le fils et le neveu du roi Ashanti Kwaku Dua I afin de les emmener aux Pays-Bas pour suivre un enseignement européen.
Jan Verveer retourne donc aux Pays-Bas avec Kwasi Boachi et Kwame Poku, les deux jeunes princes Ashanti. Un an plus tard, cependant, Verveer retourne en Côte d'Or afin de réprimer la rébellion Ahanta menée par Badu Bonsu II. Il tombe malade pendant cette campagne et meurt sur le navire qui le ramène aux Pays-Bas.

## Dans les arts
Jan Verveer est décrit dans le roman de 1997 Les Deux cœurs de Kwasi Boachi (De zwarte met het witte hart) d'Arthur Japin.